# Tomils
Tomils (Reto-Romaans: Tumegl) is een voormalige gemeente in het district Hinterrhein dat behoort tot het kanton Graubünden. Tomlis had 717 inwoners in 2013.

## Geschiedenis
Tomils was een fusiegemeente die op 1 januari 2009 is ontstaan uit de gemeenten Feldis/Veulden, Scheid, Trans en Tumegl/Tomils. De gemeente heeft zes jaar bestaan en werd in 2015 samen met Almens, Paspels, Pratval en Rodels tot de nieuwe fusiegemeente Domleschg omgevormd.

## Geografie
Tomils had een oppervlakte van 30,56 vierkante kilometer en grensde aan de buurgemeenten Almens, Cazis, Paspels en Rothenbrunnen.
Tomlis had een gemiddelde hoogte van 801 meter.

## Wapen
De blazoenering van het wapen Tomils luidt als volgt: In Blau gelber erniedrigter Sparren, darüber drei gelbe sechsstrahlige Sterne nebeneinander, darunter ein gelber sechsstrahliger Stern.
De vier sterren op het wapen geven de vier voormalige gemeenten aan die in 2009 zijn gefuseerd.

## Geboren
- Mauro Caviezel (18 augustus 1988), alpineskiër

## Galerij

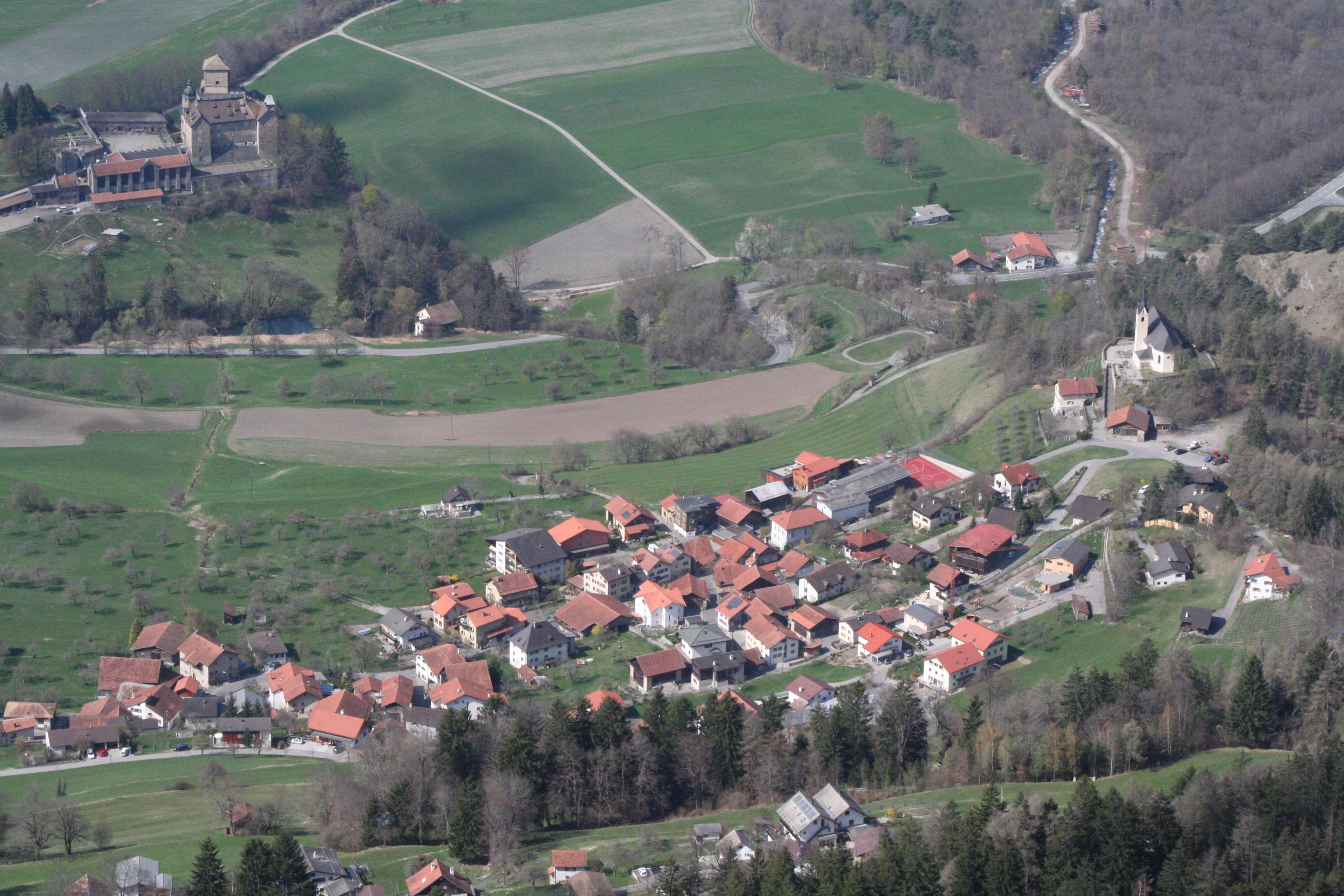
Tomils vanaf de lucht
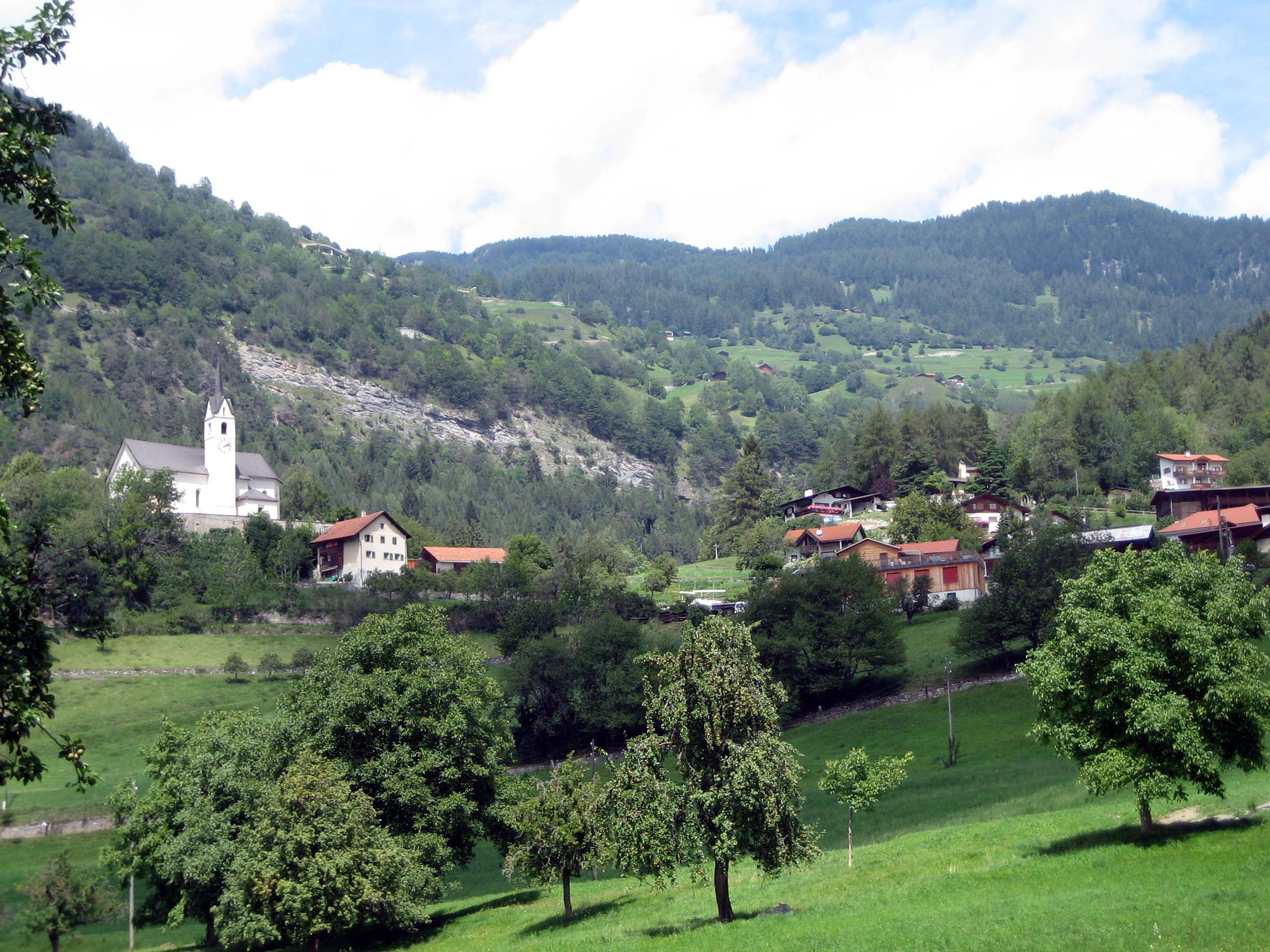
Tomils